# Amporn Hyapha
Amporn Hyapha (ur. 19 maja 1985 r. w Bangkoku w Tajlandii). Siatkarka grała na pozycji środkowej.
Była zawodniczką azerskiego İqtisadçı Baku.

## Osiągnięcia reprezentacyjne
- Mistrzostwo Azji (2009)
- Brązowy medal mistrzostw Azji (2001, 2007)

## Osiągnięcia klubowe
- Srebrny medal Mistrzostw Azerbejdżanu (2013)